# Tyrawa Wołoska
Tyrawa Wołoska – wieś (dawniej miasto) w Polsce położona w województwie podkarpackim, w powiecie sanockim, w gminie Tyrawa Wołoska. Miejscowość jest siedzibą gminy Tyrawa Wołoska.  Leży nad rzeką Tyrawką, przy drodze krajowej nr 28.

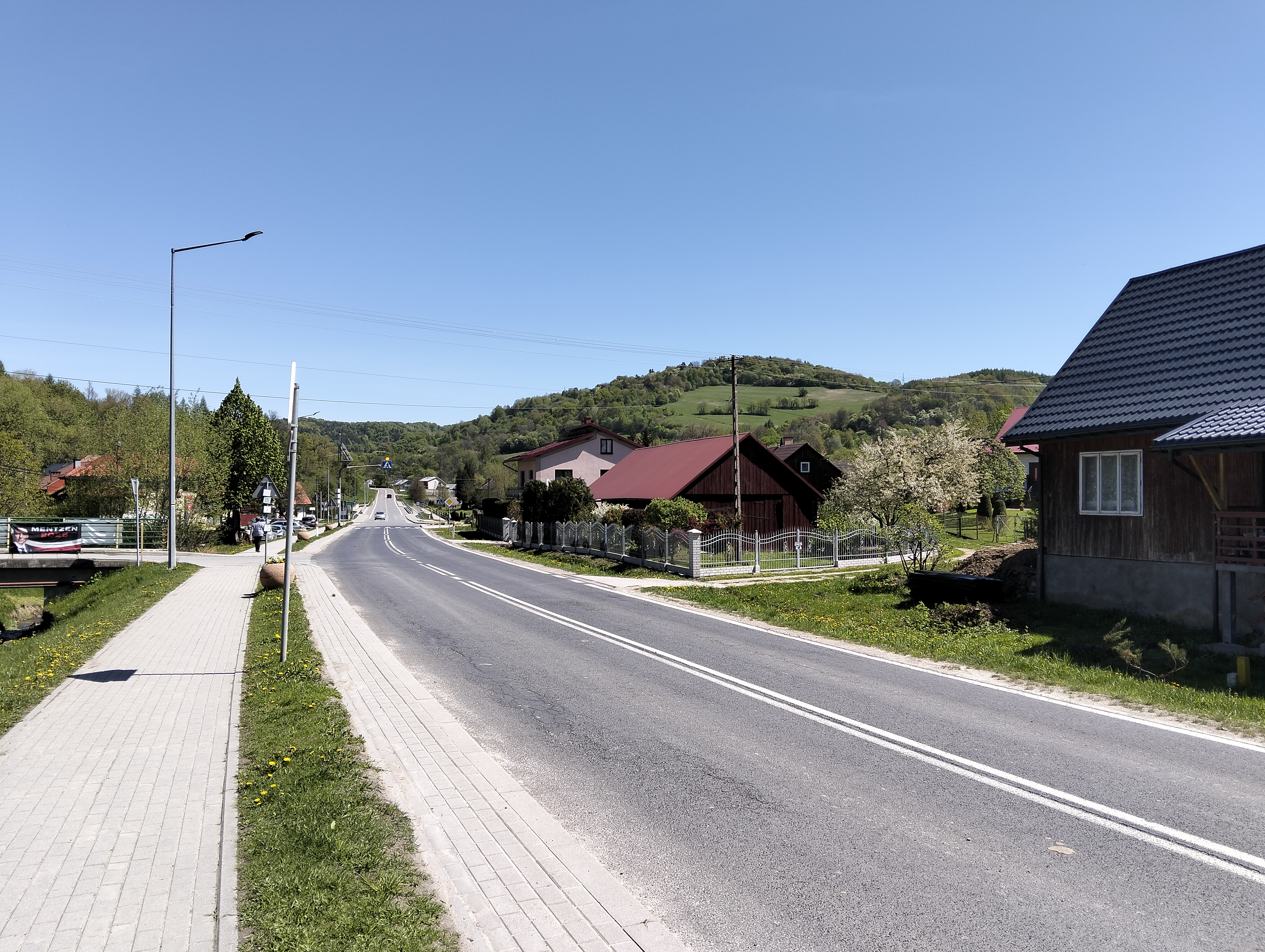
Centrum wsi

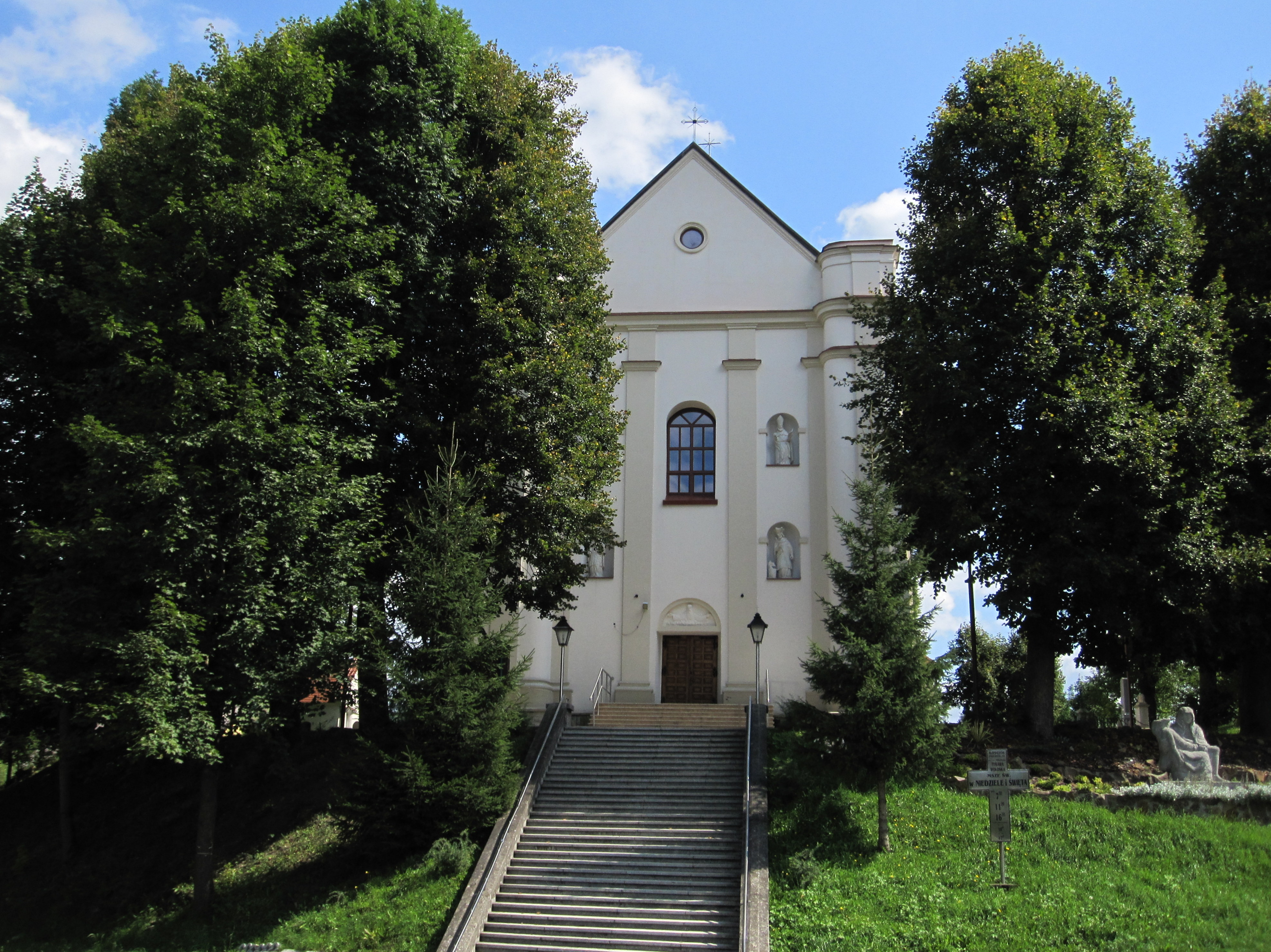
Kościół rzymskokatolicki w Tyrawie Wołoskiej

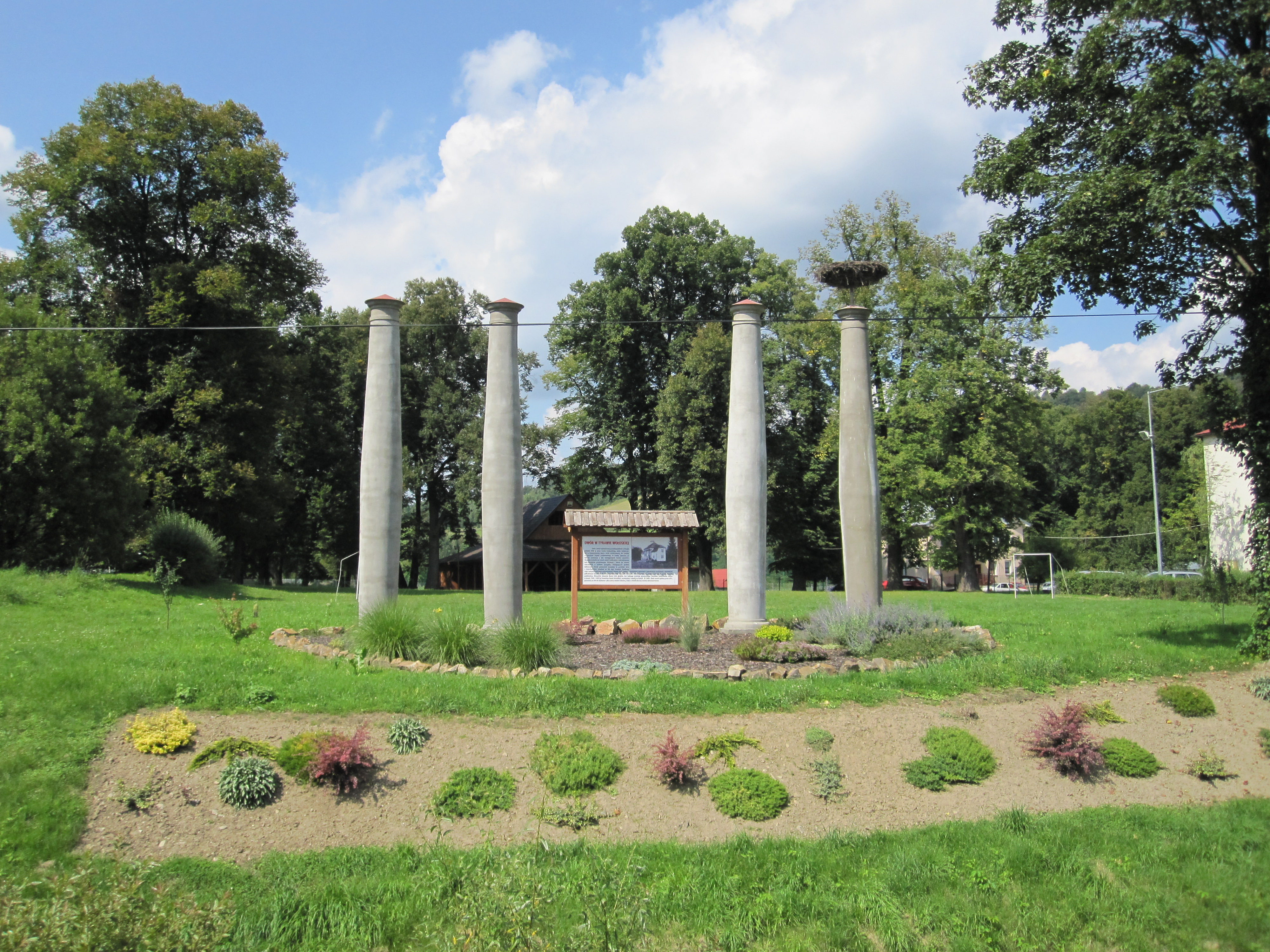
Ruiny dworu szlacheckiego w Tyrawie Wołoskiej

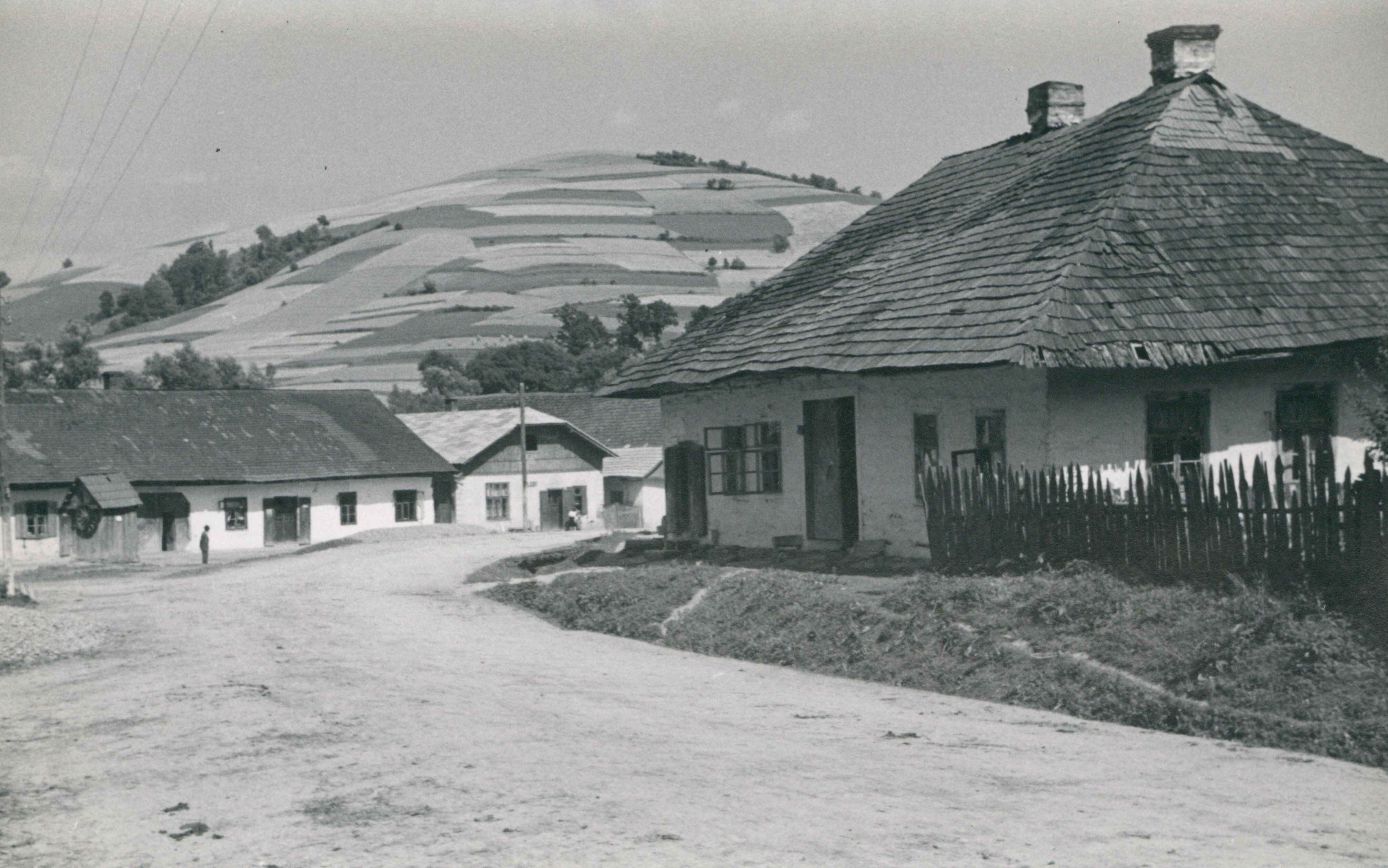
Rynek w latach 30. XX w.

Tyrawa Wołoska uzyskała lokację miejską przed 1707 rokiem, zdegradowana około 1880 roku. W latach 1340–1772 miejscowość administracyjnie należała do ziemi sanockiej w województwie ruskim. Następnie do 1914 do powiatu sanockiego, powiatu podatkowego Bircza, w austriackim kraju koronnym Galicja.
W latach 1954–1972 wieś należała i była siedzibą władz gromady Tyrawa Wołoska. W latach 1975–1998 miejscowość administracyjnie należała do województwa krośnieńskiego.

## Części wsi
| SIMC    | Nazwa      | Rodzaj    |
| ------- | ---------- | --------- |
| 0361436 | Brzózka    | część wsi |
| 0361442 | Czerteż    | część wsi |
| 0361459 | Dąbrowa    | część wsi |
| 0361465 | Międzykąty | część wsi |
| 0361471 | Sadziska   | część wsi |
| 0361488 | Zamalówka  | część wsi |

## Historia
- 1402 - pierwsza wzmianka o Tyravia minori, własność Czeszyków a następnie Tyrawskich. Właścicielem wsi w pocz. XV w. był Mikołaj Czeszyk herbu Ossoria, sędzia sanocki, piszący się „z Tyrawy”, protoplasta kilku rodów sanockich: Tyrawskich, Bukowskich, Grabownickich i Rytarowskich. Do potomków po M. Czeszyku należały wsie: Hołuczków, Rozpucie, Stańkowa i Zawadka.
- 1434 - pojawienie się nazwy Thyrawa Walaska
- 1507 - wzmianka o istnieniu parafii prawosławnej
- 1546 - utworzenie parafii rzymskokatolickiej
- 1707 - pierwsza wzmianka o prawach miejskich, własność Urbańskich z Urbanic
- 1745 - konsekracja kościoła św. Mikołaja
- W połowie XIX wieku właścicielką posiadłości tabularnej w Tyrawie Wołoskiej była Julia Krajewska[7].
- przed 1876 utrata praw miejskich
- W 1893 właścicielami posiadłości tabularnej w Tyrawie Wołoskiej byli Bolesław i Wincenta Gołkowscy[8].
- 1900 - budowa murowanej cerkwi greckokatolickiej św. Praskewii. Stanisław Dunin-Brzeziński – ostatni właściciel dworu w Tyrawie.
- 1890 – właścicielami tabularnymi dóbr we wsi byli po części Bolesław Gołkowski i Antonina Krajewska[9].
- 1905 - Hersz Langsam posiadał we wsi obszar 503,7 ha[10], a w 1911 posiadał 435 ha[11].
- 1944 - zajęcie Tyrawy przez wojska radzieckie, na radzieckich mapach woj. wieś jest pod nazwą Тырова-Волоска;
- 29 kwietnia 1945 - spalenie miasteczka przez sotnię "Burłaki". Łącznie w latach 1944-1946 nacjonaliści ukraińscy z OUN-UPA zamordowali tutaj 9 Polaków i 5 Żydów[12].
- 1948 - zburzenie cerkwi.

## Kościół rzymskokatolicki w Tyrawie
Pierwsze wzmianki o kościele w Tyrawie (obecna nazwa Mrzygłód) pochodzą z 1546 r. Wtedy to Mikołaj Tyrawski z Tyrawy Wołoskiej, Jerzy Głowa (dzierżawca Stańkowej, Kuźminy i Zawadki), Marcin Tyrawski z Hołuczkowa, Stanisław Konarski z Rakowej oraz Maciej, Mikołaj i Stanisław Mrochowscy z Paszowej, zawierają porozumienie z Janem Rowieńskim, plebanem w mieście Tyrawie z okazji erekcji kościoła parafialnego w Tyrawie Wołoskiej. Nowy kościół wybudowano ze względu utrudniony dostęp do Tyrawy z powodu wylewów rzek Sanu i Tyrawki. W 1547 r. Jan bp. przemyski z części parafii w Tyrawie utworzył nową parafię w Tyrawie Wołoskiej. 
Przy barokowym kościele parafialnym znajdują się: dzwonnica z 1 poł. XIX wieku, rozliczne groby dawnych proboszczów, murowana kaplica grobowa rodziny Krajewskich z 1831 r. oraz kilka interesujących starych nagrobków członków rodzin tutejszych właścicieli.

## Osoby związane z Tyrawą Wołoską
W Tyrawie Wołoskiej urodzili się lekarze Franciszek i Kacper Kosteccy
Honorowi obywatele
- Ferdynand Pawlikowski[14]

## Literatura
- Wincenty Pol: "Wieczór przy kominie".